# Matilda Shushari
Matilda Shushari, född 22 juni 1988 i Kuçova, är en albansk sångerska. Shushari deltog i den första upplagan av X Factor Albania och tog sig till de direktsända finalprogrammen.

## Karriär
Shushari deltog under programmets första och enda säsong år 2010/2011 i Albanians Got Talent. 2012 deltog hon i X Factor Albanias premiärsäsong och lyckades ta sig vidare till finalprogrammen med Vesa Luma som coach. Hon blev dock den första ur Lumas grupp att slås ur tävlingen.
2013 deltar Shushari i Top Fests tionde upplaga med låten "S'e di".